# Photopsie

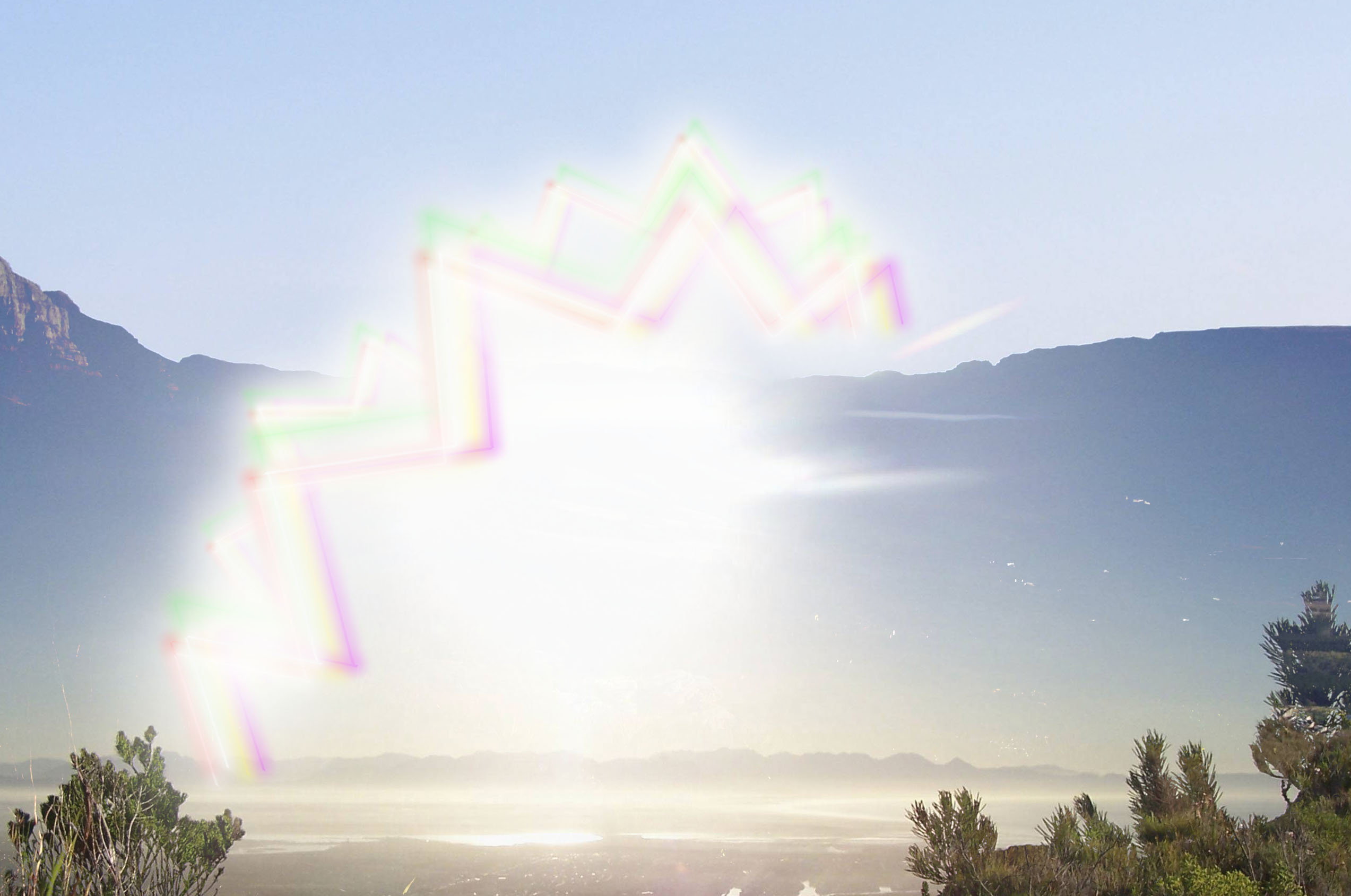
Approximation de la perturbation visuelle en zigzag qu'une personne pourrait ressentir comme une migraine avec aura.

La photopsie est une perturbation du sens de la vue où l'on perçoit des flashs lumineux, éclairs, ou étincelles.

## Causes
Une photopsie unilatérale doit faire évoquer une cause oculaire. Si elle est bilatérale, une cause neurologique doit être recherchée.
Les photopsies d'origine oculaire sont provoquées non par la lumière, mais par un choc sur le globe oculaire ou l'excitation électrique de la rétine. La cause principale est  un détachement vitreux postérieur suivi par un décollement de rétine.
Les photopsies d'origine neurologique peuvent être secondaire à une migraine, un syndrome AZOOR ou  l'accident vasculaire cérébral du lobe occipital.

## Conduite à tenir
La survenue d'une photopsie aiguë unilatérale doit faire craindre un décollement de la rétine et nécessite une prise en charge ophtalmologique urgente. 